# Эль-Гайда
Эль-Гайда (араб.  الغيضة‎) — город в Йемене. Расположен в восточной части страны, на берегу Аденского залива Аравийского моря. Административный центр мухафазы Эль-Махра. Первый крупный город в стране из ближайших к границе с Оманом. Имеется аэропорт, принимающий внутренние рейсы.
Население по данным переписи 2004 года составляет 13 987 человек.